# دانييل أوتكين
دانييل أوتكين (مواليد 12 أكتوبر 1999) هو لاعب كرة قدم روسي يلعب في مركز خط الوسط المدافع في نادي روستوف.

## وصلات خارجية
- دانييل أوتكين على موقع قاعدة بيانات كرة القدم.إي يو (الإنجليزية)
- دانييل أوتكين على موقع Soccerway.com (الإنجليزية)
- دانييل أوتكين على موقع عالم كرة القدم.نت (الإنجليزية)